# King George V (Schiff, 1912)
HMS King George V war ein Schlachtschiff der King-George-V-Klasse, die Anfang der 1910er-Jahre für die Royal Navy gebaut wurde. Mit Ausnahme des Gefechts nach dem Raid auf Scarborough, Hartlepool und Whitby, der Skagerrakschlacht und der Aktion vom 19. August 1916 bestand ihre Aufgabe hauptsächlich in Wach- und Patrouillenfahrten.

## Geschichte
Die King George V wurde am 16. Januar 1911 auf Kiel gelegt, am 9. Oktober vom Stapel gelassen und am 16. November für den Einsatz im 2. Schlachtschiffgeschwader der Home Fleet in Dienst gestellt.

### Erster Weltkrieg
Im August 1914, nach dem Ausbruch des Ersten Weltkriegs, wurde die Home Fleet als Grand Fleet reorganisiert und dem Kommando von Admiral Jellicoe unterstellt. Am 8. August führte die King George V südöstlich von Fair Isle Schießübungen durch, dabei wurde sie erfolglos von einem deutschen U-Boot angegriffen. Am 16. Oktober wurde die King George V zusammen mit ihrem Geschwader nach Loch na Keal an der Westküste Schottlands entsandt. Am Morgen des 27. Oktober brach man zu Schießübungen vor der Nordküste Irlands auf. Am Abend des 22. November 1914 unternahm die Grand Fleet einen erfolglosen Vorstoß in die südliche Hälfte der Nordsee, wobei die King George V mit dem Hauptverband zur Unterstützung des 1. Schlachtkreuzergeschwaders von Vizeadmiral David Beatty bereitstand. Am 27. November war die Flotte zurück im Hafen von Scapa Flow.

### Raid auf Scarborough, Hartlepool und Whitby
Am 14. Dezember hatte Room 40, eine nachrichtendienstliche Abteilung der britischen Admiralität, deutsche Funksprüche entschlüsselt, die Admiral von Ingenohls Plan für einen Angriff auf Scarborough, Hartlepool und Whitby durch Franz von Hippers Aufklärungsgruppe I enthielten. In Unkenntnis der Briten sollte Hipper jedoch durch die Hochseeflotte verstärkt werden. Die Briten stachen am 15. Dezember in See mit der Absicht, die deutschen Schiffe auf ihrer Rückfahrt in einen Hinterhalt zu locken. In den frühen Morgenstunden des 16. Dezember und bei schwerer See kam es zum Gefecht zwischen britischen und deutschen Zerstörern. Doch von Ingenohl befahl seinen Schiffen aus Sorge vor einem massierten Angriff britischer Zerstörer, abzudrehen.
Ende Dezember führte die Grand Fleet weitere Patrouillen in der Nordsee durch, jedoch ohne auf deutsche Schiffe zu treffen. Am Abend des 23. Januar lief der größte Teil der Grand Fleet von Scapa Flow aus, um Beattys Schlachtkreuzer zu unterstützen, waren jedoch zu weit entfernt, um am folgenden Tag am Gefecht auf der Doggerbank teilnehmen zu können. Vom 7. bis zum 10. März unternahm die Grand Fleet eine Aufklärungsfahrt in der nördlichen Nordsee, bei dem sie Übungsmanöver durchführte. Vom 17. bis zum 19. Mai und vom 29. bis zum 31. Mai unternahm die Grand Fleet Vorstöße in die zentrale Nordsee, ohne auf deutsche Schiffe zu stoßen. Vom 11. bis zum 14. Juni führte die Flotte erneut Geschütz- und Gefechtsübungen westlich von Shetland durch. Vom 2. bis zum 5. September unternahm die Flotte eine weitere Fahrt in der Nordsee, bei der sie Geschützübungen durchführte und verbrachte den Rest des Monats mit zahlreichen Trainingsübungen. Vom 13. bis zum 15. Oktober unternahm das Schiff zusammen mit dem Großteil der Grand Fleet einen weiteren Einsatz in der Nordsee. Fast drei Wochen später, vom 2. bis zum 5. November, nahm die King George V an einer weiteren Flottenübungsoperation westlich von Orkney teil. In der Nacht zum 25. März verließen die King George V und der Rest der Flotte Scapa Flow, um Beattys Schlachtkreuzer bei dem Angriff auf den deutschen Zeppelinstützpunkt in Tønder zu unterstützen. Als sich die Grand Fleet am 26. März dem Gebiet näherte, hatten sich die britischen und deutschen Streitkräfte bereits getrennt und ein starker Sturm bedrohte die kleineren Schiffe, so dass die Flotte den Befehl erhielt, zur Basis zurückzukehren. Am 21. April führte die Grand Fleet ein Ablenkungsmanöver vor Horns Riff durch, um es der Kaiserlich Russischen Marine zu ermöglichen, ihre Minenfelder in der Ostsee neu zu verlegen. Am 24. April kehrte die Flotte nach Scapa Flow zurück, erhielt dort neuen Proviant, neue Munition und neue Kohle und stach erneut in Richtung der englischen Ostküste in See, da man aufgrund von Geheimdienstberichten einen Angriff der Deutschen auf Lowestoft befürchtete, aber erst in dem Gebiet ankam, nachdem sich die Deutschen bereits zurückgezogen hatten.

### Skagerrakschlacht
In dem Versuch, einen Teil der Grand Fleet aus ihren Häfen zu locken und zu vernichten, verließ die deutsche Hochseeflotte, bestehend aus 16 Schlachtschiffen, sechs Einheitslinienschiffen und weiteren Schiffen, am frühen Morgen des 31. Mai Wilhelmshaven. Die Flotte fuhr in gemeinsamer Formation mit den fünf Schlachtkreuzern von Vizeadmiral Franz Hipper. Die nachrichtendienstliche Abteilung der britischen Admiralität hatte den deutschen Funkverkehr mit den Operationsplänen abgefangen und entschlüsselt. Daraufhin befahl die Admiralität der Grand Fleet, die insgesamt 28 Schlachtschiffe und neun Schlachtkreuzer umfasste, noch in der Nacht auszulaufen, um der Hochseeflotte den Weg abzuschneiden und sie zu vernichten.

Manöver der britischen (blau) und deutschen (rot) Flotte vom 31. Mai bis 1. Juni 1916

### Anschließende Aktivitäten
Die Grand Fleet lief am 18. August aus, um die Hochseeflotte auf ihrem Vormarsch in die südliche Nordsee aus dem Hinterhalt anzugreifen, aber eine Reihe von Fehlmeldungen hinderte Jellicoe daran, die deutsche Flotte abzufangen, bevor sie in den Hafen zurückkehrte. Zwei leichte Kreuzer wurden während der Operation von deutschen U-Booten versenkt, was Jellicoe zu der Entscheidung veranlasste, die größeren Einheiten der Flotte südlich von 55° 30' Nord nicht zu riskieren, da es dort viele deutsche U-Boote und Minen gab. Die Admiralität stimmte dem zu und legte fest, dass die Grand Fleet nicht ausrücken würde, es sei denn, die deutsche Flotte versuchte eine Invasion Großbritanniens oder es bestand die große Möglichkeit, dass sie unter geeigneten Bedingungen zu einem Gefecht gezwungen werden könnte. Am 22. April 1918 fuhr die Hochseeflotte zum letzten Mal nach Norden, um einen Konvoi nach Norwegen abzufangen, musste aber zwei Tage später umkehren, nachdem der Schlachtkreuzer Moltke einen Maschinenschaden erlitten hatte. Die Grand Fleet lief am 24. April von Rosyth aus, als die Operation entdeckt wurde, konnte die Deutschen aber nicht mehr einholen.

### Nachkriegszeit
Am 1. Mai wurde die King George V dem 3. Schlachtgeschwader zugeteilt und diente als Flaggschiff für Vizeadmiral Sir Henry Oliver. Am 1. November wurde das 3. Schlachtgeschwader aufgelöst und die King George V in die Reserveflotte in Portsmouth überführt. Am 14. September 1920 wurde das Schiff überholt, nach dem Abschluss der Arbeiten am 31. Oktober wieder in Dienst gestellt und dem 4. Schlachtgeschwader der Mittelmeerflotte zugewiesen.
Im Februar 1921 führte sie zusammen mit der Benbow und mehreren Zerstörern Manöverübungen im Marmarameer durch. In der Nacht vom 2. auf den 3. September 1922 lief das Schiff bei der Durchfahrt zwischen Mytilene und dem türkischen Festland auf einen nicht kartierten Felsen und erlitt dabei schwere Schäden. Dadurch war das Schiff gezwungen, Smyrna anzulaufen, wo es repariert werden sollte. Während des großen Brandes von Smyrna Mitte September evakuierte sie 130 Flüchtlinge nach Malta. Im Januar 1923 kehrte das Schiff in die Heimat zurück und wurde in Devonport zu einem Schulschiff umgerüstet. Im November wurde die King George V in die Reserve versetzt und dann der Ausbildungseinrichtung HMS Impregnable zugeteilt. Am 28. September 1926 wurde das Schiff endgültig ausgemustert und am 1. Dezember gemäß dem Washingtoner Flottenabkommen von der Marineliste gestrichen. Anschließend wurde die King George V an die Alloa Shipbreaking Company zum Abwracken verkauft.

## Technik
Das Schiff hatte eine Gesamtlänge von 182,10 m, eine Breite von 27,10 m und einen Tiefgang von 8,74 m. Die Verdrängung lag zwischen 23.000 t und 25.700 t.

### Antrieb
Die King George V war mit zwei Parsons-Dampfturbinensätzen mit Direktantrieb ausgestattet, die jeweils zwei Wellen antrieben und insgesamt 31.000 PS (22.800 kW) entwickelten, mit denen sie eine Höchstgeschwindigkeit von 21 Knoten (39 km/h) erreichte. Der Dampf wurde von 18 Yarrow-Wasserrohrkesseln geliefert. Das Schiff konnte maximal 3.150 t Kohle oder 800 t Heizöl mitführen, was ihm bei 10 Knoten (19 km/h) eine Reichweite von 5.910 Seemeilen (10.950 km) ermöglichte. Die Besatzung des Schiffes bestand aus 782 Offizieren und Mannschaft.

### Bewaffnung
Die Hauptbewaffnung bestand aus zehn 343-mm-Kanonen in fünf hydraulisch angetriebenen Zwillingsgeschütztürmen. Die Geschütztürme in der Mittellinie trugen die Bezeichnungen „A“, „B“, „Q“, „X“ und „Y“, von vorne nach achtern. Ihre Sekundärbewaffnung bestand aus 16 102-mm-Geschützen, von denen acht in den vorderen Aufbauten, vier in den hinteren Aufbauten und vier in Kasematten an den Seiten des Schiffes angeordnet waren. Außerdem war das Schiff mit drei 533-mm-Torpedorohren ausgestattet, eines auf jeder Breitseite und ein weiteres im Heck, für die 18 Torpedos vorgesehen waren.

### Panzerung
Die King George V hatte einen Wasserliniengürtel aus Krupp-Zementstahl, der zwischen den vorderen und hinteren Barbetten 305 mm dick war und sich auf 64 mm an den Enden auf 64–152 mm verjüngte. Der Panzergürtel erstreckte sich von 5 m über der Wasserlinie bis 1 m darunter. Die vorderen und hinteren 254 mm starken Querschotten verbanden den Gürtel mit den „A“- und „Y“-Barbetten. Die Barbetten waren über dem Hauptdeck mit 228 bis 254 mm und darunter mit 76 bis 178 mm Panzerung geschützt. Die Geschütztürme waren an den Seiten mit 279 mm und an den Dächern mit 101 mm dicker Panzerung versehen und die Geschütze in den vorderen Aufbauten waren durch 76 bis 89 mm dicke Panzerung geschützt.
Das Schiff besaß insgesamt vier gepanzerte Decks mit einer Dicke von 25 bis 102 mm. Der Kommandoturm war durch 279 mm-Platten an den Seiten und auf dem Dach durch 76 mm geschützt. Der Geschützleitstand über dem Kommandoturm war rundherum mit 101 mm Panzerung versehen und der Torpedoleitstand achtern mit 152 mm. Das Torpedoschott war zwischen 25 und 44 mm dick und bedeckte den Maschinenraum und das Geschossmagazin.